# Xystopeplus rufago
Xystopeplus rufago är en fjärilsart som beskrevs av Jacob Hübner 1827. Xystopeplus rufago ingår i släktet Xystopeplus och familjen nattflyn. Inga underarter finns listade i Catalogue of Life.